# UTC-6
UTC-6 è un fuso orario, in ritardo di 6 ore sull'UTC.

## Zone
È utilizzato nei seguenti territori:
- Belize
- Canada:
  - Manitoba
  - Nunavut:
    - regione di Kivalliq, eccetto l'ovest dell'isola di Southampton

  - Ontario:
    - Nord-Ovest a ovest del 90º meridiano ovest (tranne le regioni di Atikokan, di New Osnaburgh e Pickle Lake, e di Shebandowan e Upsala) e la regione di Big Trout Lake a est del meridiano

  - Saskatchewan (tranne la regione di Lloydminster)
- Cile:
  - Isola di Pasqua
- Costa Rica
- Ecuador:
  - Isole Galapagos
- Stati Uniti:
  - Alabama
  - Arkansas
  - Dakota del Nord (est)
  - Dakota del Sud (est)
  - Florida (a ovest dell'Apalachicola, eccetto le parti delle contee di Franklin e di Gulf a sud dell'Intracoastal Waterway)
  - Illinois
  - Indiana:
    - A nord-ovest:
      - Contea di Jasper
      - Contea di Lake
      - Contea di LaPorte
      - Contea di Newton
      - Contea di Porter
      - Contea di Pulaski
      - Contea di Starke

    - A sud-ovest:
      - Contea di Daviess
      - Contea di Dubois
      - Contea di Gibson
      - Contea di Knox
      - Contea di Martin
      - Contea di Perry
      - Contea di Pike
      - Contea di Posey
      - Contea di Spencer
      - Contea di Vanderburgh
      - Contea di Warrick

  - Iowa
  - Kansas (per la maggior parte)
  - Kentucky (ovest)
  - Louisiana
  - Michigan:
    - Contea di Dickinson
    - Contea di Gogebic
    - Contea di Iron
    - Contea di Menominee

  - Minnesota
  - Mississippi
  - Missouri
  - Nebraska (centro ed est)
  - Oklahoma
  - Tennessee:
    - Middle Tennessee
    - West Tennessee
    - Contea di Bledsoe
    - Contea di Cumberland
    - Contea di Marion
    - Contea di Sequatchie

  - Texas (per la maggior parte)
  - Wisconsin
- Guatemala
- Honduras
- Messico:
  - Aguascalientes
  - Campeche
  - Coahuila
  - Distretto Federale Messicano
  - Colima
  - Chiapas
  - Durango
  - Guanajuato
  - Guerrero
  - Hidalgo
  - Jalisco
  - Messico
  - Michoacán
  - Morelos
  - Nuevo León
  - Oaxaca
  - Puebla
  - Querétaro
  - San Luis Potosí
  - Tabasco
  - Tamaulipas
  - Tlaxcala
  - Veracruz
  - Yucatán
  - Zacatecas
- Nicaragua
- El Salvador

## Geografia
In teoria UTC-6 corrisponde a una zona di longitudine compresa tra 97,5° W e 82,5° W e l'ora utilizzata corrispondeva all'ora solare media del 90º meridiano ovest (riferimento soppiantato dall'UTC nel 1972).
Negli Stati Uniti e in Canada, il fuso orario è chiamato Central Standard Time (CST).

## Ora legale
Tra le zone di UTC-6 che adottano l'ora legale ci sono il Canada (eccetto il Saskatchewan, ma la regione di Creighton la osserva ufficiosamente), gli Stati Uniti, il Messico e l'isola di Pasqua, che passano così a UTC-5.
Reciprocamente, le zone a UTC-7 che osservano l'ora legale passano a UTC-6.